# Dufourea impunctata
Dufourea impunctata är en biart som beskrevs av Richard Mitchell Bohart 1949. Dufourea impunctata ingår i släktet solbin, och familjen vägbin. Inga underarter finns listade i Catalogue of Life.